# Бікашу
Бікашу (рум. Bicașu) — село у повіті Муреш в Румунії. Входить до складу комуни Ходак.
Село розташоване на відстані 278 км на північ від Бухареста, 42 км на північний схід від Тиргу-Муреша, 103 км на схід від Клуж-Напоки, 137 км на північ від Брашова.

## Населення
За даними перепису населення 2002 року у селі проживали 140 осіб, усі — румуни. Усі жителі села рідною мовою назвали румунську.